# Psolus propinquus
Psolus propinquus is een zeekomkommer uit de familie Psolidae.
De wetenschappelijke naam van de soort werd in 1901 gepubliceerd door Carel Philip Sluiter.